# Emsisoft Anti-Malware
Emsisoft Anti-Malware (numit anterior a-squared Anti-Malware) este un antivirus și antispyware dezvoltat de firma austriacă Emsi Software GmbH.

## Vezi și
- Listă de companii dezvoltatoare de produse software antivirus comerciale